# Ancylotrypa bicornuta
Ancylotrypa bicornuta är en spindelart som beskrevs av Embrik Strand 1906. Ancylotrypa bicornuta ingår i släktet Ancylotrypa och familjen Cyrtaucheniidae. Inga underarter finns listade i Catalogue of Life.